# 下梅尔加
梅尔加尔德亚瓦霍，是西班牙卡斯蒂利亚-莱昂巴利亚多利德省的一个市镇。总面积23平方公里，2001年普查人口總數為175人，人口密度為每平方公里8人。